# Synaptura nigra
Synaptura nigra es una especie de pez de la familia Soleidae en el orden de los Pleuronectiformes.

## Hábitat
Vive en los fondos Barrosos de los ríos costeros y estuarios.

## Distribución geográfica
Se encuentra en las  costas del este de Australia.

## Uso gastronómico
La carne es de excelente calidad.